# Scraptia testacea
Scraptia testacea là một loài bọ cánh cứng trong họ Scraptiidae. Loài này được Allen miêu tả khoa học năm 1940.